# فيرا باو
فيرا باو (بالهولندية: Vera Pauw) (18 يناير 1963 بأمستردام في هولندا - ) هي مدربة كرة قدم ولاعبة كرة قدم هولندية في مركز الدفاع. شاركت مع منتخب هولندا لكرة القدم للسيدات. أما مع النوادي، فقد لعبت مع SV Saestum ‏.

## روابط خارجية
- فيرا باو على موقع الاتحاد الدولي (مؤرشف)  (الإنجليزية)
- فيرا باو على موقع قاعدة بيانات كرة القدم.إي يو (الإنجليزية)
- فيرا باو على موقع Soccerway.com (الإنجليزية)
- فيرا باو على موقع أوليمبيديا (الإنجليزية)